# Rudolf von Bünau (General, 1890)
Rudolf von Bünau (* 19. August 1890 in Stuttgart; † 14. Januar 1962 in Kirchheim unter Teck) war ein deutscher Offizier, zuletzt General der Infanterie im Zweiten Weltkrieg.

## Leben
Bünau trat am 15. Juli 1909 als Fahnenjunker in das Grenadier-Regiment „Königin Olga“ (1. Württembergisches) Nr. 119 der Württembergischen Armee ein. Von Februar bis Oktober 1910 absolvierte er die Kriegsschule Hannover und wurde anschließend am 16. November 1910 zum Leutnant befördert. Mit der Mobilmachung bei Ausbruch des Ersten Weltkriegs kam Bünau als Führer eines MG-Zug ins Feld und zunächst in den Argonnen zum Einsatz. Am 7. September 1914 übernahm er als Führer die MG-Kompanie des Regiments und bewährte sich dabei so sehr, dass er für seine Leistungen am 15. Dezember 1914 mit dem Ritterkreuz des Württembergischen Militärverdienstordens beliehen wurde.
Im März 1915 erkrankte Bünau und musste einige Zeit im Lazarett verbringen. Nach seiner Gesundung war er von Juli bis September 1915 bei der 1. Ersatz-MG-Kompanie des XIII. (Königlich Württembergisches) Armee-Korps und wurde anschließend Führer der MG-Kompanie des Württembergischen Reserve-Infanterie-Regiments Nr. 120. Zum 1. Januar 1916 stieg Bünau dann als MG-Offizier beim Regimentsstab auf. Anfang Oktober 1917 kommandierte man ihn als stellvertretender Adjutant zum Stab der 407. Infanterie-Brigade und versetzte Bünau zwei Monate später hierher. In dieser Funktion wurde er am 22. März 1918 zum Hauptmann befördert.
Nach Kriegsende wurde Bünau am 21. Dezember 1918 zum Generalkommando des XIII. (Königlich Württembergisches) Armee-Korps kommandiert, anschließend zum 21. Februar 1919 zum Württembergischen Kriegsministerium. Bünau wurde dann in die Vorläufige Reichswehr als MG-Offizier beim Stab und Kommandant des Stabsquartiers der Reichswehr-Brigade 13 übernommen. Vom 1. Oktober bis 31. Dezember 1920 war Bünau MG-Offizier beim Stab des Reichswehr-Schützen-Regiments 25, anschließend in gleicher Funktion im 13. (Württembergisches) Infanterie-Regiment.
Im Zweiten Weltkrieg war er von November 1941 bis Anfang Februar 1943 Kommandeur der 73. Infanterie-Division am Südabschnitt der Ostfront. Von März 1944 bis März 1945 war er Kommandierender General des XI. Armeekorps in Galizien und den Karpaten. Im April 1945 wurde er während der Schlacht um Wien noch zum Kampfkommandant von Wien ernannt. 
Hitler verbot am 1. April 1945 jegliche Brückenzerstörungen in der Ostmark und befahl: „Wer in der Ostmark zurückgeht, wird erschossen!“. General der Infanterie Krebs, der neue Generalstabschef, unterrichtete am späten Abend den Oberbefehlshaber der Heeresgruppe Süd (Otto Wöhler; am 6. April von Lothar Rendulic abgelöst) über diese Befehle. Bünau ließ am 9. April 1945 die Donau-Eisenbahnbrücke der Nordwestbahn sprengen. Unmittelbar danach ließ er auch die Nordbahnbrücke sprengen, weil sie für eigene Zwecke nicht mehr erforderlich war und man die dort eingesetzten Pioniereinheiten andernorts dringend benötigte. Damit gab es in Wien nur noch die Reichsbrücke und die Floridsdorfer Brücke. 
In der Nacht vom 12. auf den 13. April zogen sich die abgekämpften Reste der 6. Panzerdivision und der 3. SS-Panzerdivision über die Reichsbrücke zurück.
Es gilt als wahrscheinlich, dass v. Bünau am Abend des 6. April 1945 auch die Sprengung der Stadlauer Ostbahnbrücke befohlen hatte.
Das II. SS-Panzerkorps unter SS-Obergruppenführer Wilhelm Bittrich kämpfte, unterstützt durch die schwachen Truppen unter dem Befehl des Kampfkommandanten v. Bünau, etwa eine Woche im Stadtgebiet von Wien. Bittrichs Kräfte wurden vorübergehend durch die kampfstarke Führer-Grenadier-Division verstärkt. Sie zogen sich in den Nachtstunden des 13. April rasch über den Donaukanal und die Donau in den Raum Kagran und Floridsdorf zurück. Nachdem Teile der sowjetischen 46. Armee den Bisamberg bereits nördlich umgangen hatten und das XXXI. Gardeschützenkorps der 4. Gardearmee am Abend des 13. April im Raum Korneuburg einen Brückenkopf gebildet hatte, gab es für das Entkommen nach Nordwesten nur noch einen schmalen Korridor zwischen Langenzersdorf und Korneuburg. Mit ihrem Rückzug endete die Schlacht um Wien. Am Nachmittag des 14. April stabilisierte sich die Front östlich von Korneuburg.
Sein gleichnamiger Sohn Rudolf von Bünau (6. Mai 1915–15. August 1943) war Offizier und kämpfte an der Ostfront. Für besondere Tapferkeit am 23. Juli 1943 erhielt er das Ritterkreuz des Eisernen Kreuzes. Er war Kommandeur in einer Aufklärungsabteilung der 9. Panzer-Division, fiel südlich von Roslawl während der Smolensker Operation im Kampf und wurde postum vom Hauptmann zum Major befördert.

## Mitglied der Schnez-Truppe
Laut Dokumenten, die der Bundesnachrichtendienst 2014 veröffentlichte, war Bünau Leiter einer Einheit der geheimen Schnez-Truppe in Stuttgart.

## Auszeichnungen
- Eisernes Kreuz (1914) II. und I. Klasse[9]
- Ritterkreuz I. Klasse des Friedrichs-Ordens mit Schwertern[9]
- Spange zum Eisernen Kreuz II. und I. Klasse
- Deutsches Kreuz in Gold am 23. Januar 1943[10]
- Ritterkreuz des Eisernen Kreuzes mit Eichenlaub[10]
  - Ritterkreuz am 15. August 1940
  - Eichenlaub am 5. März 1945 (766. Verleihung)
- Rechtsritter des Johanniterordens